# William Boyd
William Boyd född 7 mars 1952 i Accra, Ghana, är en brittisk författare.
Boyd undervisade 1975–1980 i Oxford. 1981–1983 var han tv-kritiker för New Statesman.
2014 blev han den senaste i raden av James Bond-författare, med romanen Solo.